# Disney Channel (India)
Disney Channel è un canale televisivo a pagamento indiano di proprietà della The Walt Disney Company India, versione locale dell'omonima emittente statunitense.
Il canale è trasmesso anche nelle Maldive e in Nepal.

## Altri canali

### Disney Junior
Il marchio "Playhouse Disney" si è sviluppato in India a partire dal 2006 come blocco di programmazione su Disney Channel. Il 4 luglio 2011 il blocco è stato sostituito da "Disney Junior" che successivamente è diventato un canale autonomo che trasmette 24 ore su 24.